# こもれび。
『こもれび。』は、えばんふみによる日本の漫画作品。集英社の漫画雑誌『りぼん』にて2008年8月号から12月号まで連載された。

## あらすじ
小学5年生の里山みかんは、動物達の心の声を聞くことができる。そのため周りの子供達からは変人扱いされているが、本人はまったく気にしていない。そんなみかんの元に、また今日も……。

## 主な登場人物
里山 みかん（さとやま みかん）
主人公。とても可愛がっていた飼い犬の死をきっかけに、動物達の心の声を聞く能力に目覚めた。
みかんの祖母
みかんを常に温かく見守る人物。
充（みつる）
みかんの同級生の少年。
綾（あや）
みかんの同級生。
千鶴（ちづる）
みかんの同級生。